# James Stuart Gordon
James Stuart Gordon, barón Gordon de Strathblane (Glasgow, Escocia; 17 de mayo de 1936-Ib., 31 de marzo de 2020) fue un empresario y gerente escocés.

## Primeros años
Hijo de James Gordon y Elsie Riach, fue educado en el St Aloysius 'College, Glasgow y la Universidad de Glasgow, donde se graduó con una Maestría en Artes en 1958.

## Carrera empresarial
Trabajó como editor político para STV entre 1965 y 1973, y como director gerente de Radio Clyde entre 1973 y 1996. 
Para Scottish Radio Holdings, Gordon fue director ejecutivo de 1991 a 1996 y presidente de 1996 a 2005. Fue vicepresidente de Melody Radio de 1991 a 1997, director de Clydeport Holdings de 1992 a 1998 y presidente de la Junta de Turismo de Escocia de 1998 a 2001. Desde 1990, fue miembro de la Junta Consultiva Escocesa de British Petroleum, y desde 1996 director de Johnston Press plc y presidente de AIM Trust plc (ahora Active Capital Trust). También fue presidente de Radio Audience Research (RAJAR) desde 2003. 
Gordon fue miembro de la Agencia de Desarrollo de Escocia entre 1981 y 1990 y presidente del Centro de Conferencias y Exposiciones de Escocia entre 1983 y 1989. Fue miembro del tribunal de la Universidad de Glasgow de 1984 a 1997 y del Comité de Investigación sobre el Pago y Condiciones de los Maestros en 1986. Para la Junta de Turismo de Escocia, ha sido miembro desde 1997 y fue su presidente entre 1998 y 2001. De 1997 a 1998, Gordon fue presidente del Grupo Asesor sobre Eventos Listados, de 1998 a 1999 miembro del Panel de Revisión Independiente sobre Financiación de la BBC y de 1998 a 2001 miembro de la junta de la Autoridad de Turismo Británica.

## Carrera política
En las elecciones generales de 1964, impugnó East Renfrewshire por el trabajo. Fue además un administrador de las Galerías Nacionales de Escocia entre 1998 y 2001 y ha sido administrador del John Smith Memorial Trust desde 1995. De 1995 a 1997 fue presidente de la organización de propósito común de Glasgow. 
En los Honores de Cumpleaños de 1984, fue nombrado Comandante de la Orden del Imperio Británico (CBE) y recibió un Premio Sony por sus excelentes servicios de radio. El 4 de octubre de 1997, fue creado un compañero vitalicio con el título de Barón Gordon de Strathblane, de Deil's Craig en Stirling. En 1994, Gordon se hizo miembro de The Radio Academy, y recibió el Premio Lord Provost por el Servicio Público en Glasgow, así como el doctorado honoris causa Doctor en Letras (DLitt) por la Universidad Caledonian de Glasgow. Además, fue nombrado Doctor Honorario de la Universidad (DUniv) por la Universidad de Glasgow en 1998.

## Vida personal
Desde 1971 hasta su muerte por COVID-19 durante la pandemia de enfermedad por coronavirus de 2020, estuvo casado con Margaret Anne Stevenson. Tenían una hija y dos hijos.